# Asparrena
Aspárrena (Basque: Asparrena) là một đô thị trong tỉnh Álava, thuộc Xứ Basque, phía bắc Tây Ban Nha. 
Đô thi này cách thủ phủ Victoria 35 km, diện tích là 65,18 km², dân số là 1.573 người (INE 2007), mật độ dân số là 24,13 người/km². Asparrena có mã bưu chính: 01208 / 01250
Các trung tâm dân số:
- Albéniz.
- Amézaga de Aspárrena.
- Andoin.
- Araia.
- Arriola.
- Eguino.
- Gordoa.
- Ibarguren.
- Ilarduya.
- Urabain.